# فيريوس نيكوماكوس فلافيانوس
فيريوس نيكوماكوس فلافيانوس هو سياسي ومؤرخ ولغوي روماني من القرن الرابع الميلادي، ولد لعائلة وثنية، كان أحد أكثر معارضي المسيحية وطالب بابقاء عبادة الآلهة الرومانية. كان صديق لكوينتوس أوريليوس سيماكوس، في سنة 390 أصبح والي إيطاليا وفي فترة حكم أوجينيوس ألذي تقرب إلى الوثنيين نصبه كقنصل في روما في سنة 394، شجع كل من الإمبراطور وقائد الجيش أربوغست على مواجهة الإمبراطور البيزنطي ثيودوسيوس الأول ألذي أعلن تنصيب إبنه هونوريوس كإمبراطور في روما بسبب ارجاع أوجينيوس الوثنية في الامبراطورية الرومانية الغربية، هزم كل من أوجينيوس وأربوغسط في معركة فريغيدوس لينتحر القنصل في سبتمبر 394.